# Квантовая яма с бесконечными стенками
Ква́нтовая я́ма с бесконе́чными сте́нками (Бесконечная прямоугольная потенциальная яма) — область пространства размером порядка длины волны де Бройля рассматриваемой частицы (хотя бы в одном направлении), вне которой потенциальная энергия {\displaystyle U} бесконечна. Иногда данную область называют «ящиком» (англ. particle in a box).
Для демонстрации основных черт поведения частицы в яме удобны такие профили потенциальной энергии, при которых движение происходит независимо по трём декартовым координатам и переменные в уравнении Шрёдингера разделяются. Часто анализируется прямоугольная область по всем измерениям (прямоугольный «ящик»), а потенциальная энергия в нём полагается нулевой.
Могут быть рассмотрены системы с ограничением движения частицы по одной координате (собственно яма), по двум (квантовый провод) или по трём (квантовая точка). При ограничении по одной координате «ящик» представляет собой плоскопараллельный слой, а обращение {\displaystyle U} в бесконечность математически отражают в граничных условиях, считая, что волновые функции равны нулю на концах соответствующего отрезка. При ограничении по нескольким координатам на границах ставятся граничные условия Дирихле.

## Одномерная потенциальная яма с бесконечными стенками
Потенциал одномерной потенциальной ямы с бесконечными стенками имеет вид
{\displaystyle U(x)={\begin{cases}0,&x\in (-{\frac {a}{2}},{\frac {a}{2}}),\\\infty ,&x\notin (-{\frac {a}{2}},{\frac {a}{2}})\end{cases}}}
Стационарное уравнение Шрёдингера на интервале {\displaystyle \left(-{\frac {a}{2}},{\frac {a}{2}}\right)}
{\displaystyle -{\frac {\hbar ^{2}}{2m}}{\frac {d^{2}\psi }{dx^{2}}}=E\psi (x).}
С учётом обозначения {\displaystyle \varkappa ^{2}=2mE/\hbar ^{2}}, оно примет вид:
{\displaystyle {\frac {d^{2}\psi }{dx^{2}}}+\varkappa ^{2}\psi (x)=0.}
Общее решение удобно представить в виде линейной оболочки чётных и нечётных функций:
{\displaystyle \psi (x)=C^{+}\cos \varkappa x+C^{-}\sin \varkappa x.}
Граничные значения имеют вид:
{\displaystyle \psi \left(-{\frac {a}{2}}\right)=\psi \left({\frac {a}{2}}\right)=0.}
Они приводят к однородной системе линейных уравнений:
{\displaystyle {\begin{cases}C^{+}\cos {\frac {\varkappa a}{2}}+C^{-}\sin {\frac {\varkappa a}{2}}=0,\\C^{+}\cos {\frac {\varkappa a}{2}}-C^{-}\sin {\frac {\varkappa a}{2}}=0,\end{cases}}}
которая имеет нетривиальные решения при условии равенства нулю её определителя:
{\displaystyle -2\cos {\frac {\varkappa a}{2}}\sin {\frac {\varkappa a}{2}}=0,}
что после тригонометрических преобразований принимает вид:
{\displaystyle \sin \varkappa a=0.}
Корни этого уравнения имеют вид
{\displaystyle \varkappa _{n}={\frac {\pi n}{a}},\qquad n\in \mathbb {Z} _{+}.}
Подставляя в систему, имеем:
{\displaystyle C_{n}^{-}=0,\qquad n=2n_{0}+1,\qquad n_{0}\in \mathbb {Z} _{+},}
{\displaystyle C_{n}^{+}=0,\qquad n=2n_{0},\qquad n_{0}\in \mathbb {Z} _{+}.}
Таким образом, решения распадаются на две серии — чётных и нечётных решений:
{\displaystyle \psi _{n_{0}}^{+}(x)=C_{2n_{0}+1}^{+}\cos {\frac {(2n_{0}+1)\pi x}{a}},\qquad n_{0}\in \mathbb {Z} _{+},}
{\displaystyle \psi _{n_{0}}^{-}(x)=C_{2n_{0}}^{-}\sin {\frac {2n_{0}\pi x}{a}},\qquad n_{0}\in \mathbb {Z} _{+}.}
Тот факт, что решения разбиваются на чётные и нечётные связан с тем, что потенциал сам по себе является чётной функцией.
С учётом нормировки
{\displaystyle \int \limits _{-{\frac {a}{2}}}^{\frac {a}{2}}\left(\psi _{n_{0}}^{\pm }(x)\right)^{2}dx=1,}
получим явный вид нормировочных множителей:
{\displaystyle C_{2n_{0}+1}^{+}=C_{2n_{0}}^{-}={\sqrt {\frac {2}{a}}}.}
В результате получим собственные функции гамильтониана:
{\displaystyle \psi _{n_{0}}^{+}(x)={\sqrt {\frac {2}{a}}}\cos {\frac {(2n_{0}+1)\pi x}{a}},\qquad n_{0}\in \mathbb {Z} _{+},}
{\displaystyle \psi _{n_{0}}^{-}(x)={\sqrt {\frac {2}{a}}}\sin {\frac {2n_{0}\pi x}{a}},\qquad n_{0}\in \mathbb {Z} _{+},}
с соответствующим энергетическим спектром:
{\displaystyle E_{n_{0}}^{+}={\frac {\hbar ^{2}\pi ^{2}}{2ma^{2}}}(2n_{0}+1)^{2}}
{\displaystyle E_{n_{0}}^{-}={\frac {\hbar ^{2}\pi ^{2}}{2ma^{2}}}(2n_{0})^{2}}